# Sly Fox
Sly Fox (рус. Хитрый лис) — американский нью-вейв дуэт, существовавший в 1985—1988 годах.

## История и распад
Дуэт был собран продюсером Тедом Карриером и представлен как здоровый, чистый кумир подростков. Купер, фанк сессионный музыкант, ранее был вокалистом в Parliament-Funkadelic и Bootsy’s Rubber Band. Камачо был протеже Дэвида Боуи. В состав гастрольной группы входили бывшие товарищи Купера по Rubber Band: Фрэнк Вадди (ударные), Джоэл Джонсон (клавишные) и Флип Корнетт (гитара и бас), а также Трой Типтон (гитара), Грег Сей и нынешний клавишник фанк-бэнда Zapp  Грег Джексон.
Их единственный альбом, Let’s Go All the Way, был выпущен на Capitol Records в декабре 1985 года. Одноимённый трек вошел в Top 10 хит как в США, так и в UK в 1986 году. Синглы  Como Tu Te Llama,  Stay True  и  Don’t Play with Fire  не так хорошо были приняты и плохо продавались. Группа распалась в 1988 году.

## Участники
- Гэри «Мадбоун» Купер (род. 1953)[5]
- Майкл Камачо (род. 1955)[5]

## Дискография

### Альбом
- 1985: Let’s Go All the Way

### Синглы
- 1985: Let’s Go All the Way
- 1985: Como Tu Te Llama
- 1986: Stay True
- 1986: Don’t Play with Fire